# Germinal
Germinal er en fransk stumfilm fra 1913 instrueret af Albert Capellani.
Filmen er en filmatisering af Émile Zolas roman af samme navn fra 1885 . Det er en af de første film med en længde på mere end to timer.

## Medvirkende
- Henry Krauss som Étienne Lantier
- Auguste Mévisto som Catherine Maheu
- Albert Bras som Hennebeau
- Paul Escoffier som Henri Negrel
- Jeanne Cheirel som La Maheude